# Vanessa Bauche
Pour les articles homonymes, voir Bauche (homonymie).
Vanessa Bauche, née Alma Vanessa Bauche Chavira le 18 février 1973 à Mexico au Mexique, est une actrice mexicaine de théâtre, de télévision et de cinéma.

## Biographie
Vanessa Bauche a grandi à Mexico et fait ses études au Centro de Educación Artística.

## Filmographie partielle

### Cinéma
- 1997 : Le Jour et la Nuit de Bernard-Henri Lévy — Maria
- 1998 : Un envoûtement de Carlos Carrera — Magda
- 1998 : Le Masque de Zorro de Martin Campbell — la jeune Indienne
- 1999 : One Man's Hero de Lance Hool — Flor
- 2000 : Amours chiennes d'Alejandro González Iñárritu — Susana
- 2004 : Trois enterrements de Tommy Lee Jones — Mariana
- 2004 : Al otro lado de Gustavo Loza — Vicenta
- 2004 : Digna...hasta el último aliento de Felipe Cazals — Digna Ochoa
- 2006 : Las vueltas del citrillo de Felipe Cazals — Melba

### Télévision
- 1989 : Simplemente María — Julia Carreño jeune
- 2016 : Eva la trailera — Soraya Luna de Mogollón
- 2017 : Luis Miguel, la série —
- 2017 : La doble vida de Estela Carrillo — Leticia Jiménez de Allen
- 2018 : La jefa del campeón — Martina Morales

## Distinctions

### Prix
- Prix Ariel de la « meilleure actrice dans un rôle mineur » en 1999 pour son interprétation dans Un embrujo
- Prix Ariel de la « meilleure actrice dans un second rôle » en 2002 pour son interprétation dans La calle
- Prix de la « meilleure actrice » au Festival du film latino-américain de Lleida 2006 pour ses interprétations dans Al otro lado et Las vueltas del citrillo

### Nominations
- Prix Ariel de la « meilleure actrice dans un second rôle » en 1995 pour son interprétation dans Hasta morir
- Prix Ariel de la « meilleure actrice » en 2005 pour son interprétation dans Digna...hasta el último aliento